# Пышницкий, Дмитрий Ильич
Дмитрий Ильич Пышницкий (26 октября 1764 — 5 октября 1844) — российский командир эпохи наполеоновских войн, генерал-лейтенант Русской императорской армии.

## Жизнеописания
Дмитрий Пышницкий родился 26 октября 1764 года; происходил из дворян.
Поступив на службу сержантом в Апшеронский мушкетёрский полк в 1776 году, он с 1779 по 1781 год пробыл в Польше, откуда императрица Екатерина не выводила войск из боязни усиления здесь австрийской партии.
За заслуги в ходе Русско-турецкой войны 1787—1791 гг. Пышницкий был пожалован чином капитана.
В 1791 году был приставлен в качестве сопровождающего к 14-летнему Алексею Петровичу Ермолову, 1 января произведённому в капитаны Нижегородского драгунского полка и направлявшегося в Молдавию, на русско-турецкую войну.
Принимал участие в польских событиях 1792 года и подавлении восстания Костюшко; за воинские отличия произведён был в майоры.
В ходе войны второй коалиции участвовал в Итальянском походе Александра Суворова.
19 января 1800 года Пышницкий был назначен командиром Низовского мушкетёрского полка, а 8 октября 1800 года произведён в полковники. 28 сентября 1806 года был утверждён на должность шефа Кременчугского мушкетёрского полка.
Во время Русско-шведской войны 1808—1809 гг. доблестно сражался на территории Финляндии.
После вторжения Наполеона в пределы Российской империи, принимал участие в ряде ключевых битв Отечественной войны 1812 года. В битве под Смоленском получил ранение в живот картечью, а за храбрость в Бородинском сражении был произведён 21 ноября 1812 года в генерал-майоры и назначен командующим 4-й пехотной дивизии.
Из рапорта о Бородинском сражении:

Неприятель, видя и в сем случае неудачу своего предприятия, решил наконец сделать решительный удар на наш левый фланг, устроив сильную колонну из пехоты, поставив по флангам кавалерию с приметной быстротой бросился на нашу батарею, командуемою шт.-кап. Лесковым и уже кавалерия его на половине горы очутилась и ещё бы один шаг, как пушки наши послужили бы неприятелю трофеями, но храбрый полк. Пышницкий, с Кременчугским пех. полком с примерной неустрашимостью бросился с штыками на неприятеля, подавая личной храбростью пример подчиненным и в одну минуту неприятель был согнан с батарей и дерзость его столько наказана штыками русских, что гора сия и была усеяна трупами неприятеля, а остальные спасались бегством.
— Д. В.-У. А., отд. II, № 1877, л. ?.

За заслуги в ходе войны 1812 года был также награждён 3 июня 1813 года орденом Святого Георгия 3-го класса № 301 
В награду за отличную храбрость и мужество, оказанные в сражении против французских войск 4-6 ноября 1812 года под Красным.
После изгнания неприятеля из России, Пышницкий принял участие в заграничном походе русской армии и за взятие Парижа был 25 апреля 1815 года произведён в генерал-лейтенанты.
После войны был определён состоять по армии. 20 декабря 1833 года получил почётную отставку.
Дмитрий Ильич Пышницкий умер 5 октября 1844 года.